# Ібрагім Чіфтчі
Ібрагім Чіфтчі (тур. Ankara Aski; нар. 1 грудня 1997, Ерзурум, провінція Ерзурум) — турецький борець вільного стилю, дворазовий бронзовий призер чемпіонатів Європи, чемпіон Європи серед молоді, бронзовий призер Чемпіонату світу серед юніорів, учасник Олімпійських ігор.

## Життєпис
Боротьбою почав займатися з 2007 року.
Виступає за спортивний клуб «Ankara Aski». Тренер — Февзі Челбей (з 2015).

## Спортивні результати на міжнародних змаганнях

### Виступи на Олімпіадах
| Змагання                    | Збірна    | Вагова категорія          | Місце |
| --------------------------- | --------- | ------------------------- | ----- |
| Літні Олімпійські ігри 2024 | Туреччина | вільна боротьба, до 97 кг | 14    |

### Виступи на Чемпіонатах світу
| Змагання                        | Збірна    | Вагова категорія          | Місце |
| ------------------------------- | --------- | ------------------------- | ----- |
| Чемпіонат світу з боротьби 2019 | Туреччина | вільна боротьба, до 97 кг | 19    |
| Чемпіонат світу з боротьби 2023 | Туреччина | вільна боротьба, до 97 кг | 5     |

### Виступи на Чемпіонатах Європи
| Змагання                         | Збірна    | Вагова категорія          | Місце  |
| -------------------------------- | --------- | ------------------------- | ------ |
| Чемпіонат Європи з боротьби 2023 | Туреччина | вільна боротьба, до 97 кг | Бронза |
| Чемпіонат Європи з боротьби 2024 | Туреччина | вільна боротьба, до 97 кг | Бронза |

### Виступи на інших змаганнях
| Змагання                                            | Збірна    | Вагова категорія                | Місце  |
| --------------------------------------------------- | --------- | ------------------------------- | ------ |
| Гран-прі «Іван Яригін» 2018                         | Туреччина | вільна боротьба, до 97 кг       | 10     |
| Турнір Дана Колова — Николи Петрова 2018            | Туреччина | вільна боротьба, до 97 кг       | 8      |
| Турнір Олександра Медведя 2019                      | Туреччина | вільна боротьба, до 97 кг       | Бронза |
| Кубок Алроси 2019                                   | Туреччина | Multiple Style Event, до G97 кг | Срібло |
| Кубок Алроси 2019                                   | Туреччина | команда                         | Срібло |
| Гран-прі Москви з боротьби 2020                     | Туреччина | вільна боротьба, до 97 кг       | 4      |
| Меморіал Маттео Пелліконе 2021                      | Туреччина | вільна боротьба, до 97 кг       | 5      |
| Турнір Яшара Догу 2021                              | Туреччина | вільна боротьба, до 97 кг       | Бронза |
| Відкритий чемпіонат Загреба з боротьби 2023         | Туреччина | вільна боротьба, до 97 кг       | 8      |
| Турнір К. У. Кожомкула і Р. Санатбаєва 2023         | Туреччина | вільна боротьба, до 97 кг       | 8      |
| Турнір Яшара Догу, Вехбі Емре і Гаміта Каплана 2023 | Туреччина | вільна боротьба, до 97 кг       | Золото |
| Відкритий чемпіонат Загреба з боротьби 2024         | Туреччина | вільна боротьба, до 97 кг       | 8      |
| Турнір Яшара Догу, Вехбі Емре і Гаміта Каплана 2024 | Туреччина | вільна боротьба, до 97 кг       | 17     |
| Меморіал Імре Поляка та Яноша Варги 2024            | Туреччина | вільна боротьба, до 97 кг       | Бронза |

### Виступи на змаганнях молодших вікових груп
| Змагання                                       | Збірна    | Вагова категорія          | Місце  |
| ---------------------------------------------- | --------- | ------------------------- | ------ |
| Чемпіонат Європи з боротьби серед юніорів 2017 | Туреччина | вільна боротьба, до 96 кг | 5      |
| Чемпіонат світу з боротьби серед юніорів 2017  | Туреччина | вільна боротьба, до 96 кг | Бронза |
| Чемпіонат Європи з боротьби серед молоді 2019  | Туреччина | вільна боротьба, до 97 кг | Золото |
| Чемпіонат світу з боротьби серед молоді 2019   | Туреччина | вільна боротьба, до 97 кг | 14     |